# ميروسلاف فورمان
ميروسلاف فورمان (بالتشيكية: Miroslav Forman)‏ هو لاعب هوكي الجليد تشيكي، ولد في 12 أغسطس 1990 في منيلنيك في التشيك.

## وصلات خارجية
- ميروسلاف فورمان على موقع EliteProspects.com (الإنجليزية)
- ميروسلاف فورمان على موقع HockeyDB.com (الإنجليزية)